# Periclimenes chacei
Periclimenes chacei is een garnalensoort uit de familie van de Palaemonidae. De wetenschappelijke naam van de soort is voor het eerst geldig gepubliceerd in 2004 door Li, Bruce & Manning.